# Abbie Donnelly
Abbie Donnelly (* 2. September 1996 in Lincoln) ist eine britische Leichtathletin, die sich auf den Langstreckenlauf spezialisiert hat und insbesondere im Crosslauf erfolgreich ist. 2024 wurde sie Europameisterin in der Halbmarathon-Teamwertung.

## Sportliche Laufbahn
Erste internationale Erfahrungen sammelte Abbie Donnelly bei den Crosslauf-Weltmeisterschaften 2015 in Guiyang, bei denen sie nach 23:46 min Rang 80 im U20-Rennen belegte. Bei den Crosslauf-Europameisterschaften 2018 in Tilburg gelangte sie nach 21:19 min auf Rang 17 im U23-Rennen und gewann in der Teamwertung die Bronzemedaille. Im Jahr darauf wurde sie bei den Crosslauf-Europameisterschaften 2019 in Lissabon mit 28:40 min 13. im Einzelrennen und gewann in der Teamwertung die Goldmedaille. 2021 belegte sie bei den Crosslauf-Europameisterschaften 2021 in Dublin nach 28:24 min den zwölften Platz und im Jahr darauf wurde sie bei den Crosslauf-Europameisterschaften 2022 in Turin nach 27:28 min Neunte und gewann in der Teamwertung die Silbermedaille hinter dem deutschen Team. Bei den Crosslauf-Weltmeisterschaften 2023 in Bathurst gelangte sie nach 35:53 min auf Rang 24. Im Oktober wurde sie bei den Straßenlauf-Weltmeisterschaften in Riga nach 1:11:08 h 25. im Halbmarathon und im Dezember gewann sie bei den Crosslauf-Europameisterschaften in Brüssel nach 34:42 min hinter der Norwegerin Karoline Bjerkeli Grøvdal und Nadia Battocletti aus Italien und in der Teamwertung gewann sie die Goldmedaille. Im Jahr darauf wurde sie bei den Crosslauf-Weltmeisterschaften 2024 in Belgrad nach 33:17 min 20. im Einzelrennen. Im Juni belegte sie bei den Europameisterschaften in Rom in 1:09:57 h den sechsten Platz im Halbmarathon und sicherte sich in der Teamwertung die Goldmedaille. Im Dezember landete sie dann bei den Crosslauf-EM in Antalya nach 26:41 min auf dem 41. Platz im U23-Rennen.

## Persönliche Bestleistungen
- 3000 Meter: 8:58,59 min, 25. Juli 2023 in Manchester
- 5000 Meter: 15:31,02 min, 29. Juni 2024 in Manchester
- 10.000 Meter: 31:45,37 min, 18. Mai 2024 in London
- 5-km-Straßenlauf: 15:18 min, 16. März 2024 in Leicester
- 10-km-Straßenlauf: 31:59 min, 14. Januar 2024 in Valencia
- Halbmarathon: 1:09:10 h, 11. Februar 2024 in Barcelona